# Partit Popular Conservador d'Estònia
El Partit Popular Conservador d'Estònia (en estonià: Eesti Konservatiivne Rahvaerakond, EKRE) és un partit nacionalista i populista de dretes d'Estònia. Es va fundar al 2012 amb la fusió de la Unió del Poble Estonià i del Moviment Patriòtic Estonià.

## Història
EKRE es va fundar el 24 de març de 2012 a partir de la fusió de la Unió del Poble Estonià, partit social-conservador que havia perdut progressivament el seu suport electoral, i el Moviment Patriòtic Estonià, un grup nacionalista conegut per la seva campanya per la retirada del soldat de bronze de Tallin, la seva oposició al gasoducte Nord-Steam 1 i la ingerència russa al país.
EKRE ha estat percebut des de llavors com un nou partit d'extrema dreta, ultranacionalista, russòfob i xenòfob. Tot i que en els inicis no va tenir cap impacte en la vida política d'Estònia, va anar augmentant progressivament el seu suport electoral, aconseguint atreure antics membres d'Isamaa o del Partit Reformista.
A les primeres eleccions legislatives de 2015, el partit va aconseguir el 8% dels vots i 7 diputats, exclosos però del nou govern de coalició liderat pel Partit Reformista com a conseqüència de les polèmiques declaracions del diputat d'EKRE Jaak Madison, en les quals lloava les polítiques econòmiques de l'Alemanya nazi.
Més endavant, al 2019 van obtenir tant representació al Parlament Europeu, afegint-se al grup d'Identitat i Democràcia, com van veure augmentar el seu suport al Parlament nacional, amb prop del 18% i 19 diputats, formant part del nou gabinet fins al 2021. Al 2023 es mantindria amb 17 diputats, seguint a l'oposició.
Recentment, l'EKRE va mantenir el seu eurodiputat al Parlament Europeu, però en pocs mesos abandonaria el partit, juntament amb altres diputats del Riigikogu, com a conseqüència d'una forta crisi interna, en la qual es crearia el nou Nacionalistes i Conservadors d'Estònia.

## Resultats electorals

### Eleccions legislatives
| Any  | Líder        | Vots   | %          | Escons   | +/− | Govern             |
| ---- | ------------ | ------ | ---------- | -------- | --- | ------------------ |
| 2015 | Mart Helme   | 46,772 | 8.15 (#6)  | 7 / 101  | Nou | Oposició           |
| 2019 | Mart Helme   | 99,671 | 17.76 (#3) | 19 / 101 | 12  | Coalició (2019–21) |
| 2019 | Mart Helme   | 99,671 | 17.76 (#3) | 19 / 101 | 12  | Oposició (2021–23) |
| 2023 | Martin Helme | 97,966 | 16.05 (#2) | 17 / 101 | 2   | Oposició           |

### Eleccions municipals
| Any  | Vots   | %          |
| ---- | ------ | ---------- |
| 2013 | 8,337  | 1.3% (#5)  |
| 2017 | 39,003 | 6.7% (#5)  |
| 2021 | 77,236 | 13.2% (#3) |

### Parlament Europeu
| Any  | Líder        | Vots   | %          | Escons | +/− | Grup |
| ---- | ------------ | ------ | ---------- | ------ | --- | ---- |
| 2014 | Martin Helme | 13,247 | 4.03 (#6)  | 0 / 6  | Nou | –    |
| 2019 | Mart Helme   | 42,265 | 12.73 (#4) | 1 / 7  | 1   | ID   |
| 2024 | Martin Helme | 54,712 | 14.86 (#4) | 1 / 7  | =   | –    |